# Симоненко Олексій Юрійович
Олексій Юрійович Симоненко (18 вересня 1976 , Чугуїв, Харківська область ) — колишній заступник Генерального прокурора України (27 березня 2020 — 24 січня 2023), полковник юстиції; 17—27 липня 2022 року виконував обов'язки Генпрокурора до призначення на посаду Андрія Костіна.

## Біографічні відомості
1998 року закінчив Національну юридичну академію України ім. Ярослава Мудрого за спеціальністю «Правознавство», кваліфікація «юрист».
1998—2006 — стажист на помічника прокурора, помічника прокурора, слідчого прокуратури Ватутінського району Києва, слідчий прокуратур Деснянського та Оболонського районів Києва; старший помічник прокурора, старший слідчий прокуратури Оболонського району Києва.
2006—2010 — слідчий з особливо важливих справ слідчого управління прокуратури Київської області, старший помічник прокурора Київської області з питань правового забезпечення, начальник слідчого відділу слідчого управління, заступник начальника, начальник відділу нагляду за розслідуванням кримінальних справ слідчими органів прокуратури слідчого управління прокуратури Київської області.
З травня 2010 року до червня 2018 року проходив службу в СБУ.

### Заступник генпрокурора
З 27 березня 2020 по 24 січня 2023 року — заступник Генерального прокурора України.
У квітні 2020 року, як керівник групи, що займалася розслідуванням убивства Катерини Гандзюк, заявив, що доказів у справі досить для завершення слідства і направлення обвинувачувального акту до суду.
З 17 липня до 27 липня 2022 — виконувач обов'язків Генерального прокурора України.
У грудні 2022 року, попри заборону президента Зеленського, влаштував 10-денну відпустку в Марбельї, елітному курорті на півдні Іспанії під час російсько-української війни. Після оприлюднення цих даних, подав у відставку,
24 січня 2023 року Генпрокурор Андрій Костін підписав наказ про звільнення з посади за власним бажанням.

## Скандали
- У грудні 2021 року підписав підозру п'ятому президентові України Петру Порошенку в державній зраді та сприянні діяльності терористичних організацій у справі про постачання вугілля з Донбасу[6].
- Підписав рішення про передачу справи Татарова від НАБУ до СБУ.[7]
- Дружина Симоненка придбала автомобіль Mercedes за 5 % ринкової ціни (80 тис. замість 1,6 млн грн), вказаної у митній декларації цієї машини.[8]

## Нагороди і почесні звання
- «Заслужений юрист України» (24 березня 2011 року)[9].
- Почесна грамота Верховної Ради України.